# 나가하마정 (시가현)
나가하마정(長浜町)은 일본 시가현 사카타군에 설치되었던 정이다. 현재의 나가하마시의 중심부에 해당한다.